# Степовое (Чутовский район)
Степовое (укр. Степове, до 2016 г. — Щорсовка) — село,
Филенковский сельский совет,
Чутовский район,
Полтавская область,
Украина.
Код КОАТУУ — 5325483709. Население по переписи 2001 года составляло 146 человек.

## Географическое положение
Село Степовое находится в 3-х км от правого берега реки Свинковка, в 2,5 км от села Филенково.
По селу протекает пересыхающий ручей с запрудой.
Рядом проходит автомобильная дорога Т-1722.